# Angelo Confalonieri
Angelo Confalonieri (Riva del Garda, 22 giugno 1813 – Penisola di Cobourg, 9 giugno 1848) è stato un missionario linguista e cartografo italiano.

## Biografia
Angelo Confalonieri fu, allo stato attuale delle ricerche, il primo “uomo bianco” ad aver scelto di vivere liberamente con e per gli aborigeni australiani. Il missionario nacque a Riva del Garda il 22 giugno del 1813. Studiò anche a Trento nell’istituto che oggi è il liceo classico “G. Prati”, ove fu compagno di scuola sia del Cimadomo (suo primo biografo) che del futuro poeta Giovanni Prati; il liceo fu a quest'ultimo intitolato nel 1919. Il 14 luglio del 1839 venne ordinato sacerdote e celebrò la sua prima messa a Castelnuovo in Valsugana. Fin da subito manifestò il desiderio per la missione in luoghi lontani; l’occasione gli fu offerta a Roma dall’irlandese John Brady, vescovo di Perth. E così, Confalonieri giunse in Australia, a Perth, l’8 gennaio del 1846 assieme ad un gruppo di missionari e suore di varie nazionalità. Qui, assieme a due catechisti irlandesi, James Fagan e Nicholas Hogan venne assegnato a Port Essington nella penisola di Cobourg nel nord del continente presso un presidio militare inglese, il “Victoria”. I tre partirono da Sydney, per Cobourg, ad inizio aprile del 1846 ma, durante il viaggio, il loro veliero andò a sbattere su una scogliera inabissandosi in poco tempo. Molti passeggeri annegarono e fra questi i due missionari irlandesi, ma fortunosamente Confalonieri venne tratto in salvo. Anziché rinunciare alla missione egli scelse, anche se solo, di farsi portare a Port Essington. Presso il “Victoria” il missionario venne aiutato dal comandante John McArthur che lo sostenne e gli fece costruire dai soldati, a grande distanza dal presidio, una capanna su un promontorio, il Black Point, in modo tale da permettergli di vivere fra i nativi di quei territori. Confalonieri per due anni visse con gli Aborigeni adottando uno stile di vita estremamente duro per un europeo. Inoltre, rapidamente, sorprendendo innanzitutto i contemporanei, imparò le loro lingue scrivendo due frasari e disegnando una mappa della penisola di Cobourg. Insegnò i principi del cristianesimo anche se, dato il contesto, non riuscì nella sua opera di conversione. Purtroppo la dura vita sfibrò il missionario; la febbre esiziale che lo colse nel 1848 non gli permise di portare avanti la sua azione. Morì il 9 giugno del 1848, ma nonostante i soli due anni trascorsi con gli Aborigeni, a differenza di altri che gli incontrarono, egli fu disponibile a mutare “pelle” e metodi di evangelizzazione a tal punto che, i nativi, gli attribuirono un “nome di gruppo di pelle”, Nagojo, per integrarlo nella loro società. La conoscenza di lingue native australiane del missionario, affascina e colpisce ancora oggi per quello che fu in grado di fare in così breve tempo. Riuscì infatti a comprendere e trascrivere un misto di Garig e Iwaidja due lingue non scritte della regione di Cobourg Peninsula. Per quanto riguarda i due frasari il titolo del manoscritto del 1846 è: ‘‘Manner of speaking or Short Conversation with the Natives of P. Essington, N. Australia”; il titolo del frasario del 1847 invece è: “Specimen of the Aboriginal Language or Short Conversation with the Natives of North Australia, Port Essington 1847”. Fu decisamente un’impresa unica in quel contesto e in quel periodo dell'Australia. Nelle parole tradotte da Confalonieri troviamo Nagojo. Il termine, secondo gli studi del linguista Bruce Birch, rivela una sorta di relazione di parentela. Infatti, in virtù di un sistema noto come “sistema dei gruppi di pelle” (Skin System) si instaurava una specie di parentela con quella persona; rapporto che evidentemente fu istituito dagli Aborigeni fra loro e Confalonieri. Assegnare un nome di gruppo di pelle ad un “uomo bianco” era quindi un modo per integrarlo nella loro società a tal punto che, senza un nome di gruppo di pelle, Confalonieri non sarebbe rimasto che un estraneo e quindi uno dei tanti ad averli semplicemente avvicinati e studiati, ma mai accettati nella loro identità culturale. Don Angelo Confalonieri entrava, in tal modo, a far parte del gruppo, acquisendo “parenti” e potenziali mogli. Per quanto fece e per quanto visse con loro, l’integrazione raggiunta con il popolo del “Tempo del Sogno” risulta ancora più sorprendente se opportunamente contestualizzata nell’Ottocento australiano periodo storico che, come sappiamo, è contrassegnato da episodi di diffidenza, esclusione e brutalità operati da parte dei conquistatori nei confronti dei popoli Aborigeni.
La vita di don Angelo Confalonieri è minuziosamente documentata in: Pizzini, Rolando (a cura di) «ANGELO CONFALONIERI FRA GLI ABORIGENI D'AUSTRALIA. La vera storia di un missionario e della sua vita nel "Tempo del Sogno"» Edizioni del Faro, 2023